# John Wray (acteur)
Pour les articles homonymes, voir John Wray.
John Wray, né à Philadelphie le 13 février 1887 et mort à Los Angeles le 5 avril 1940, est un acteur américain.

## Biographie
Comédien à Broadway, John Wray se tourne vers le cinéma dès l'avènement du cinéma parlant. Il fait rapidement bonne impression grâce à plusieurs rôles de caractère, comme celui d'Arnold Rothstein dans Le Tsar de Broadway (The Czar of Broadway, 1930), celui du sergent instructeur sadique Himmelstoss dans À l'Ouest, rien de nouveau (1930) et celui du contorsionniste La Grenouille dans le remake de The Miracle Man (1932).
Wray a encore le beau rôle de l'agriculteur menaçant de tuer Gary Cooper dans le classique de Frank Capra L'Extravagant Mr. Deeds (Mr. Deeds Goes to Town) (1936) et un dernier, celui du gardien en 1937 dans J'ai le droit de vivre (You Only Live Once) de Fritz Lang.

## Filmographie
- 1929 : Les Nuits de New York (New York Nights) de Lewis Milestone : Joe Prividi
- 1930 : À l'Ouest, rien de nouveau (All Quiet on the Western Front) de Lewis Milestone : Himmelstoss
- 1930 : The Czar of Broadway de William J. Craft : Morton Bradstreet
- 1931 : La Fille de l'enfer (Safe In Hell) de William A. Wellman : Eagan
- 1932 : High Pressure de Mervyn LeRoy : Jimmy Moore
- 1932 : La Femme de Monte Carlo de Michael Curtiz : Commandant Brambourg
- 1932 : The Rich Are Always with Us de Alfred E. Green : Clark Davis
- 1932 : The Mouthpiece (en) de James Flood et Elliott Nugent : M. Barton
- 1932 : Le Roi des allumettes (The Match King) de William Keighley : Foreman
- 1932 : The Death Kiss de Edwin L. Marin : Detective Lieutenant Sheehan
- 1932 : Docteur X (Doctor X) de Michael Curtiz : Dr Haines
- 1932 : Je suis un évadé (I Am a Fugitive from a Chain Gang) de Mervyn LeRoy : Nordine
- 1932 : The Miracle Man de Norman Z. McLeod : Grenouille
- 1932 : Miss Pinkerton de Lloyd Bacon : Hugo
- 1933 : The Death Kiss d'Edwin L. Marin
- 1934 : The Big Shakedown de John Francis Dillon : Higgins
- 1934 : Le capitaine déteste la mer (The Captain Hates the Sea) de Lewis Milestone : Mr Jeddock
- 1934 : I Am a Thief (en) de Robert Florey : Antonio Borricci
- 1934 : Green Eyes (Green Eyes) de Richard Thorpe : l'inspecteur Crofton
- 1935 : Meurtre au Grand Hôtel (The Great Hotel Murder) d'Eugene Forde : Feets Moore
- 1935 : Brigade spéciale (Men Without Names) de Ralph Murphy : Sam Hammond, dit Red
- 1935 : Bureau des épaves (Stranded) de Frank Borzage : Mike Gibbons
- 1935 : Émeutes (Frisco Kid) de Lloyd Bacon : Belette
- 1936 : A Son Comes Home (en) de Ewald André Dupont : propriétaire de la station-service
- 1936 : Un homme trahit (A Man Betrayed) de John H. Auer : Sparks
- 1936 : L'Extravagant Mr. Deeds (Mr. Deeds Goes to Town) de Frank Capra : fermier
- 1936 : Valiant Is the Word for Carrie de Wesley Ruggles : George Darnley
- 1936 : Pauvre Petite Fille riche (Poor Little Rich Girl) de Irving Cummings :Flagin
- 1936 : The President's Mystery de Phil Rosen : Shane
- 1937 : J'ai le droit de vivre (You Only Live Once) de Fritz Lang : Warden Wheeler
- 1937 : On Such a Night (en) de Ewald André Dupont : Guard Rumann
- 1937 : Outcast (en) de Robert Florey : Hank Simmerson
- 1938 : Des hommes sont nés (Boys Town) de Norman Taurog : Weasel
- 1937 : A Man to Remember (en) de Garson Kanin : Johnson
- 1937 : Les Gars du large (Spawn of the North) de Henry Hathaway : Docteur Sparks
- 1938 : La Loi de la pègre (Gangs of New York) de James Cruze : Maddock
- 1939 : Pacific Liner de Lew Landers : Metcalfe
- 1939 : Le Mystère de la maison Norman (The Cat and the Canary) d'Elliott Nugent : Hendricks
- 1939 : À chaque aube je meurs (Each Dawn I Die) de William Keighley : Pete Kassock
- 1939 : Autant en emporte le vent (Gone with the Wind) de Victor Fleming : un surveillant de prison
- 1940 : L'Aventure d'une nuit (Remember the Night) de Mitchell Leisen : Hank
- 1940 : Le Robinson suisse (Swiss Family Robinson) : Ramsey